# ذا ليجند أوف زيلدا: آه لينك بتوين ورلدز
ذا ليجند أوف زيلدا: أ لينك بيتوين تو ورلدز (بالإنجليزية: The Legend of Zelda: A Link Between Worlds)‏ أو أسطورة زيلدا: وصلة بين عالمين هي لعبة أكشن مغامرات من تطوير ونشر نينتندو على وحدة الألعاب المحمولة نينتندو 3دي إس. وهي اللعبة السابعة عشرة في سلسلة أسطورة زيلدا وفد تبعت لعبة أسطورة زيلدا: وصلة إلى الماضي عام 1991 على سوبر نينتندو إنترتينمنت سيستم. ومثل سابقتها، فإن العنوان هو تلاعب لفظي بين كلمتي وصلة بالإنجليزية واسم شخصية لينك. أعلن عن اللعبة في أبريل 2013، وتم إصدارها في أستراليا وأوروبا وأمريكا الشمالية في نوفمبر 2013. تم إصدار اللعبة بعد شهر في اليابان تحت عنوان أسطورة زيلدا: ترايفورس الآلهة 2 ゼルダの伝説 神々のトライフォース2 (زيرودا نو دنستسو: كاميغامي نو تورايفوسو تسو)
يلعب اللاعبون دور فتى صغير يدعى لينك، يتم تكليفه بإعادة السلام إلى مملكة هيرول، بعد أن قام ساحر خبيث يدعى يوغا بخطف الأميرة زيلدا وهرب من خلال شق إلى عالم لورول المدمر. يسعى يوغا لخطف الحكماء السبعة واستخدام قوتهم لإحياء الملك الشرير جانون. يتم منح لينك قوة سحرية للاندماج مع الجدران في شكل لوحة بعد أن يحصل على سوار سحري ويواجه يوكا. هذه القدرة الجديدة تسمح للينك أن يصل إلى مناطق تعذر الوصول إليها سابقا ويسافر بين هيرول ولورول.
بدأ تطوير فكرة اللعبة مع فريق صغير في عام 2009. وخلال هذه المرحلة، تم وضع النماذج الأولية لاوسيلة لعب فريدة وذلك بدمج لينك داخل الجدران. ومع ذلك، عانى التطوير من عدة نكسات وتوقف الإنتاج تماما في أواخر عام 2010، كما أعيد تعيين أعضاء الفريق الأساسي في مشاريع مختلفة. بعد عام، عادت عملية الإنتاج من جديد بعد عدة أن ترجى الفريق من صانع السلسلة، شيجيرو مياموتو، العودة للإنتاج عدة مرات دون نجاح، ودخلت اللعبة الإنتاج الكامل في عام 2012. أصبح تغيير التقاليد المعمول بها في السلسلة هدفا لمصممي اللعبة. وأدى ذلك إلى تغيير في هيكل اللعبة، ما سمح للاعبين بالتغلب على غالبية الأماكن بأي ترتيب يختارونه، وإدخال نظام تأجير البند.
تلقت اللعبة بعد إصدارها إشادة من النقاد وبيع منها أكثر من 2.5 مليون نسخة في جميع أنحاء العالم في غضون خمسة أشهر من الإصدار. وقد أشاد النقاد بصوت اللعبة، وتصميم الحصون والألغاز، ومستوى الصعوبة. وقد استقبلت الميزات الجديدة مثل الدخول في الجدار ونظام تأجير البند بشكل جيد، وذكر أغلب المراجعين أنها متكاملة مع صيغة اللعب الموجودة في السلسلة. كما تلقت اللعبة العديد من الجوائز والترشيحات من منشورات ألعاب الفيديو.